# Saison 2016-2017 de la LNH
Saison précédente Saison suivante
La saison 2016-2017 est la 99e saison de la Ligue nationale de hockey (LNH). La saison régulière voit 30 équipes jouer 82 matchs chacune. La saison régulière débute le 12 octobre 2016 et dure jusqu'au 9 avril 2017. Les séries éliminatoires démarrent le 12 avril 2017.

## Saison régulière

### Classements
Dans chaque association, les trois premières équipes de chaque division et les deux meilleures équipes restantes de l'association sont qualifiées pour les séries éliminatoires.

#### Association de l'Est
| Clt   | Équipe                | PJ | V  | D  | DP | BP  | BC  | Pts |
| ----- | --------------------- | -- | -- | -- | -- | --- | --- | --- |
| +001, | Canadiens de Montréal | 82 | 47 | 26 | 9  | 226 | 200 | 103 |
| +002, | Sénateurs d'Ottawa    | 82 | 44 | 28 | 10 | 212 | 214 | 98  |
| +003, | Bruins de Boston      | 82 | 44 | 31 | 7  | 234 | 212 | 95  |

| Clt   | Équipe                   | PJ | V  | D  | DP | BP  | BC  | Pts |
| ----- | ------------------------ | -- | -- | -- | -- | --- | --- | --- |
| +001, | Capitals de Washington   | 82 | 55 | 19 | 8  | 263 | 182 | 118 |
| +002, | Penguins de Pittsburgh   | 82 | 50 | 21 | 11 | 282 | 234 | 111 |
| +003, | Blue Jackets de Columbus | 82 | 50 | 24 | 8  | 249 | 195 | 108 |

- Vainqueurs de division
- Qualifiés pour les séries

| Clt   | Équipe                    | Division       | PJ | V  | D  | DP | BP  | BC  | Pts |
| ----- | ------------------------- | -------------- | -- | -- | -- | -- | --- | --- | --- |
| +001, | Rangers de New York       | Métropolitaine | 82 | 48 | 28 | 6  | 256 | 220 | 102 |
| +002, | Maple Leafs de Toronto    | Atlantique     | 82 | 40 | 27 | 15 | 251 | 242 | 95  |
| +003, | Islanders de New York     | Métropolitaine | 82 | 41 | 29 | 12 | 241 | 242 | 94  |
| +004, | Lightning de Tampa Bay    | Atlantique     | 82 | 42 | 30 | 10 | 234 | 227 | 94  |
| +005, | Flyers de Philadelphie    | Métropolitaine | 82 | 39 | 33 | 10 | 219 | 236 | 88  |
| +006, | Hurricanes de la Caroline | Métropolitaine | 82 | 36 | 31 | 15 | 215 | 236 | 87  |
| +007, | Panthers de la Floride    | Atlantique     | 82 | 35 | 36 | 11 | 210 | 237 | 81  |
| +008, | Red Wings de Détroit      | Atlantique     | 82 | 33 | 36 | 13 | 207 | 244 | 79  |
| +009, | Sabres de Buffalo         | Atlantique     | 82 | 33 | 37 | 12 | 201 | 237 | 78  |
| +010, | Devils du New Jersey      | Métropolitaine | 82 | 28 | 40 | 14 | 183 | 244 | 70  |

- Équipes repêchées en tant que 7e et 8e de l'association

#### Association de l'Ouest
| Clt   | Équipe                | PJ | V  | D  | DP | BP  | BC  | Pts |
| ----- | --------------------- | -- | -- | -- | -- | --- | --- | --- |
| +001, | Blackhawks de Chicago | 82 | 50 | 23 | 9  | 244 | 213 | 109 |
| +002, | Wild du Minnesota     | 82 | 49 | 25 | 8  | 266 | 208 | 106 |
| +003, | Blues de Saint-Louis  | 82 | 46 | 29 | 7  | 235 | 218 | 99  |

| Clt   | Équipe             | PJ | V  | D  | DP | BP  | BC  | Pts |
| ----- | ------------------ | -- | -- | -- | -- | --- | --- | --- |
| +001, | Ducks d'Anaheim    | 82 | 46 | 23 | 13 | 223 | 200 | 105 |
| +002, | Oilers d'Edmonton  | 82 | 47 | 26 | 9  | 247 | 212 | 103 |
| +003, | Sharks de San José | 82 | 46 | 29 | 7  | 221 | 201 | 99  |

- Vainqueurs de division
- Qualifiés pour les séries

| Clt   | Équipe                 | Division  | PJ | V  | D  | DP | BP  | BC  | Pts |
| ----- | ---------------------- | --------- | -- | -- | -- | -- | --- | --- | --- |
| +001, | Flames de Calgary      | Pacifique | 82 | 45 | 33 | 4  | 226 | 221 | 94  |
| +002, | Predators de Nashville | Centrale  | 82 | 41 | 29 | 12 | 240 | 224 | 94  |
| +003, | Jets de Winnipeg       | Centrale  | 82 | 40 | 35 | 7  | 249 | 256 | 87  |
| +004, | Kings de Los Angeles   | Pacifique | 82 | 39 | 35 | 8  | 201 | 205 | 86  |
| +005, | Stars de Dallas        | Centrale  | 82 | 34 | 37 | 2  | 223 | 262 | 79  |
| +006, | Coyotes de l'Arizona   | Pacifique | 82 | 30 | 42 | 10 | 197 | 260 | 70  |
| +007, | Canucks de Vancouver   | Pacifique | 82 | 30 | 43 | 9  | 182 | 243 | 69  |
| +008, | Avalanche du Colorado  | Centrale  | 82 | 22 | 56 | 4  | 166 | 278 | 48  |

- Équipes repêchées en tant que 7e et 8e de l'association

### Meilleurs pointeurs

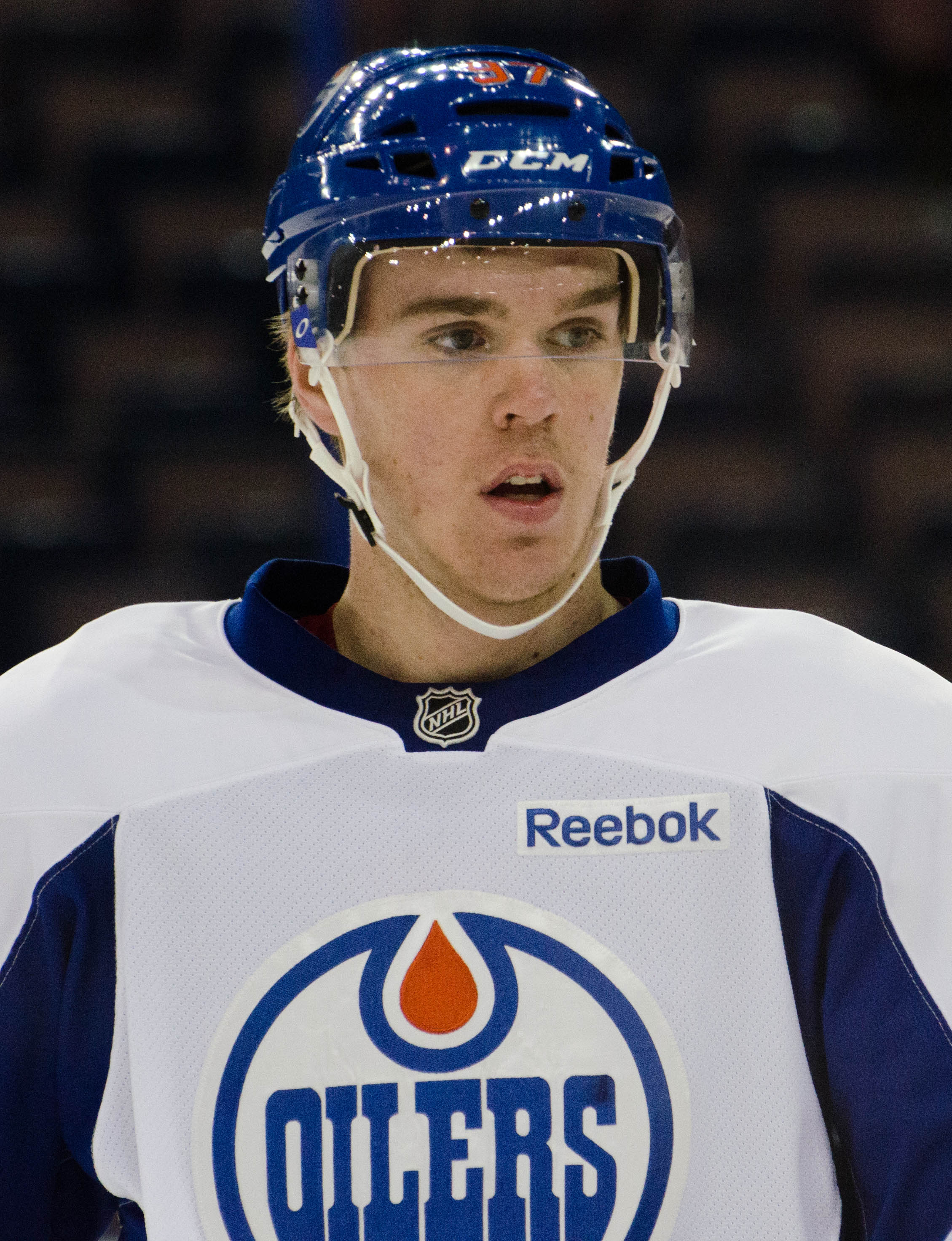
Connor McDavid (ici en 2015) meilleur pointeur de la saison régulière.

Avec 100 points inscrits au cours de la saison régulière, Connor McDavid, le joueur d'Edmonton, finit meilleur pointeur de la saison régulière : il compte alors 30 buts et 70 passes. Il finit ainsi également meilleur passeur de la ligue. Il joue alors sa première saison complète dans la LNH, sa saison précédente ayant été écourtée par une blessure à la clavicule. McDavid termine onze points devant Patrick Kane de Chicago et Sidney Crosby des Penguins. Ce dernier finit meilleur buteur de la saison avec 44 filets inscrits.
| Joueur              | Équipe                 | PJ | B  | A  | Pts | +/- | Pun |
| ------------------- | ---------------------- | -- | -- | -- | --- | --- | --- |
| Connor McDavid      | Oilers d'Edmonton      | 82 | 30 | 70 | 100 | +27 | 26  |
| Sidney Crosby       | Penguins de Pittsburgh | 75 | 44 | 45 | 89  | +17 | 24  |
| Patrick Kane        | Blackhawks de Chicago  | 82 | 34 | 55 | 89  | +11 | 32  |
| Nicklas Bäckström   | Capitals de Washington | 82 | 23 | 63 | 86  | +17 | 38  |
| Nikita Koutcherov   | Lightning de Tampa Bay | 74 | 40 | 45 | 85  | +13 | 38  |
| Brad Marchand       | Bruins de Boston       | 80 | 39 | 46 | 85  | +18 | 81  |
| Mark Scheifele      | Jets de Winnipeg       | 79 | 32 | 50 | 82  | +18 | 38  |
| Leon Draisaitl      | Oilers d'Edmonton      | 82 | 29 | 48 | 77  | +7  | 20  |
| Brent Burns         | Sharks de San José     | 82 | 29 | 47 | 76  | +19 | 40  |
| Vladimir Tarassenko | Blues de Saint-Louis   | 82 | 39 | 36 | 75  | -1  | 12  |

### Meilleurs gardiens

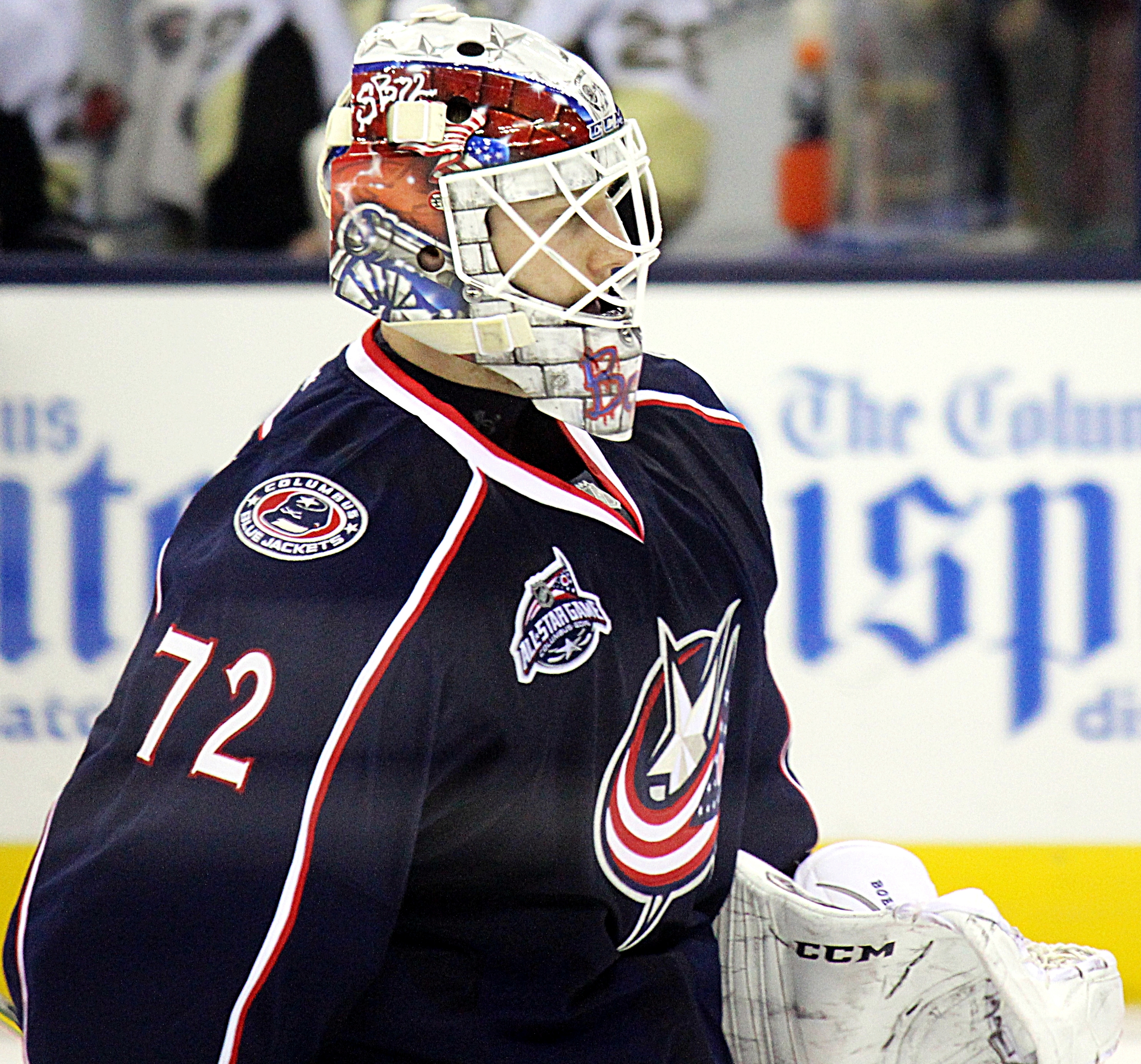
Sergueï Bobrovski (ici en 2014) mène la ligue sur la moyenne de buts accordés et le pourcentage d'arrêts lors de la saison régulière.

Ci-après les meilleurs gardiens de la saison régulière ayant joué au moins 1 800 minutes.
| Gardien           | Équipe(s)                                   | PJ | V  | D  | Pr. | Min           | BC  | Moy  | %Arr | Bl |
| ----------------- | ------------------------------------------- | -- | -- | -- | --- | ------------- | --- | ---- | ---- | -- |
| Sergueï Bobrovski | Blue Jackets de Columbus                    | 63 | 41 | 17 | 5   | 3707 min 4 s  | 127 | 2,06 | 93,1 | 7  |
| Braden Holtby     | Capitals de Washington                      | 63 | 42 | 13 | 6   | 3680 min 10 s | 127 | 2,07 | 92,5 | 9  |
| Peter Budaj       | Kings de Los Angeles Lightning de Tampa Bay | 60 | 30 | 21 | 3   | 3308 min 16 s | 120 | 2,18 | 91,5 | 7  |
| John Gibson       | Ducks d'Anaheim                             | 52 | 25 | 16 | 9   | 2950 min 21 s | 109 | 2,22 | 92,4 | 6  |
| Carey Price       | Canadiens de Montréal                       | 62 | 37 | 20 | 5   | 3708 min 8 s  | 138 | 2,23 | 92,3 | 3  |
| Tuukka Rask       | Bruins de Boston                            | 65 | 37 | 20 | 5   | 3679 min 30 s | 137 | 2,23 | 91,5 | 8  |
| Devan Dubnyk      | Wild du Minnesota                           | 65 | 40 | 19 | 5   | 3758 min      | 141 | 2,25 | 92,3 | 5  |
| Craig Anderson    | Sénateurs d'Ottawa                          | 40 | 25 | 11 | 4   | 2421 min 14 s | 92  | 2,28 | 92,6 | 5  |
| Cameron Talbot    | Oilers d'Edmonton                           | 73 | 42 | 22 | 8   | 4294 min      | 171 | 2,39 | 91,9 | 7  |
| Martin Jones      | Sharks de San José                          | 65 | 35 | 23 | 6   | 3800 min 21 s | 152 | 2,40 | 91,2 | 2  |

## Séries éliminatoires
Les trois meilleures équipes de chaque division sont qualifiées ainsi que les équipes classées aux 7e et 8e places de chaque association, sans distinction de division. La meilleure équipe de chaque association rencontre la 8e et la première équipe de l'autre division rencontre la 7e. Les équipes classées aux 2e et 3e places de chaque division se rencontrent dans la partie de tableau où se situe le champion de leur division. Toutes les séries sont jouées au meilleur des sept matchs. Les deux premiers matchs sont joués chez l'équipe la mieux classée à l'issue de la saison puis les deux suivants sont joués chez l'autre équipe. Si une cinquième, une sixième voire une septième rencontre sont nécessaires, elles sont jouées alternativement chez les deux équipes en commençant par la mieux classée.
|  | Quarts de finale d'association | Quarts de finale d'association | Quarts de finale d'association | Quarts de finale d'association |    |                     | Demi-finales d'association | Demi-finales d'association | Demi-finales d'association | Demi-finales d'association |  |  | Finales d'association | Finales d'association | Finales d'association | Finales d'association |  |  | Finale de la Coupe Stanley | Finale de la Coupe Stanley | Finale de la Coupe Stanley | Finale de la Coupe Stanley |
|  |                                |                                |                                |                                |    |                     |                            |                            |                            |                            |  |  |                       |                       |                       |                       |  |  |                            |                            |                            |                            |
|  |                                |                                |                                |                                |    |                     |                            |                            |                            |                            |  |  | Association de l'Est  |                       |                       |                       |  |  |                            |                            |                            |                            |
|  | A1                             | Montréal                       | 2                              | 2                              |    |                     |                            |                            |                            |                            |  |  |                       |                       |                       |                       |  |  |                            |                            |                            |                            |
|  | A1                             | Montréal                       | 2                              | 2                              |    |                     |                            |                            |                            |                            |  |  |                       |                       |                       |                       |  |  |                            |                            |                            |                            |
|  | E7                             | Rangers de New York            | 4                              | 4                              |    |                     |                            |                            |                            |                            |  |  |                       |                       |                       |                       |  |  |                            |                            |                            |                            |
|  | E7                             | Rangers de New York            | 4                              | 4                              | E7 | Rangers de New York | 2                          | 2                          |                            |                            |  |  |                       |                       |                       |                       |  |  |                            |                            |                            |                            |
|  |                                |                                |                                |                                | E7 | Rangers de New York | 2                          | 2                          |                            |                            |  |  |                       |                       |                       |                       |  |  |                            |                            |                            |                            |
|  |                                |                                | A2                             | Ottawa                         | 4  | 4                   |                            |                            |                            |                            |  |  |                       |                       |                       |                       |  |  |                            |                            |                            |                            |
|  | A2                             | Ottawa                         | A2                             | Ottawa                         | 4  | 4                   | 4                          | 4                          |                            |                            |  |  |                       |                       |                       |                       |  |  |                            |                            |                            |                            |
|  | A2                             | Ottawa                         |                                |                                |    |                     |                            | 4                          |                            |                            |  |  |                       |                       |                       |                       |  |  |                            |                            |                            |                            |
|  | A3                             | Boston                         | 2                              | 2                              |    |                     |                            |                            |                            |                            |  |  |                       |                       |                       |                       |  |  |                            |                            |                            |                            |
|  | A3                             | Boston                         | 2                              | 2                              | A2 | Ottawa              | 3                          | 3                          |                            |                            |  |  |                       |                       |                       |                       |  |  |                            |                            |                            |                            |
|  |                                |                                |                                |                                | A2 | Ottawa              | 3                          | 3                          |                            |                            |  |  |                       |                       |                       |                       |  |  |                            |                            |                            |                            |
|  |                                |                                | M2                             | Pittsburgh                     | 4  | 4                   |                            |                            |                            |                            |  |  |                       |                       |                       |                       |  |  |                            |                            |                            |                            |
|  | M1                             | Washington                     | M2                             | Pittsburgh                     | 4  | 4                   | 4                          | 4                          |                            |                            |  |  |                       |                       |                       |                       |  |  |                            |                            |                            |                            |
|  | M1                             | Washington                     | Association de l'Ouest         |                                |    |                     | 4                          | 4                          |                            |                            |  |  |                       |                       |                       |                       |  |  |                            |                            |                            |                            |
|  | E8                             | Toronto                        | 2                              | 2                              |    |                     |                            |                            |                            |                            |  |  |                       |                       |                       |                       |  |  |                            |                            |                            |                            |
|  | E8                             | Toronto                        | 2                              | 2                              | M1 | Washington          | 3                          | 3                          |                            |                            |  |  |                       |                       |                       |                       |  |  |                            |                            |                            |                            |
|  |                                |                                |                                |                                | M1 | Washington          | 3                          | 3                          |                            |                            |  |  |                       |                       |                       |                       |  |  |                            |                            |                            |                            |
|  |                                |                                | M2                             | Pittsburgh                     | 4  | 4                   |                            |                            |                            |                            |  |  |                       |                       |                       |                       |  |  |                            |                            |                            |                            |
|  | M2                             | Pittsburgh                     | M2                             | Pittsburgh                     | 4  | 4                   | 4                          | 4                          |                            |                            |  |  |                       |                       |                       |                       |  |  |                            |                            |                            |                            |
|  | M2                             | Pittsburgh                     |                                |                                |    |                     |                            | 4                          |                            |                            |  |  |                       |                       |                       |                       |  |  |                            |                            |                            |                            |
|  | M3                             | Columbus                       | 1                              | 1                              |    |                     |                            |                            |                            |                            |  |  |                       |                       |                       |                       |  |  |                            |                            |                            |                            |
|  | M3                             | Columbus                       | 1                              | 1                              | M2 | Pittsburgh          | 4                          | 4                          |                            |                            |  |  |                       |                       |                       |                       |  |  |                            |                            |                            |                            |
|  |                                |                                |                                |                                | M2 | Pittsburgh          | 4                          | 4                          |                            |                            |  |  |                       |                       |                       |                       |  |  |                            |                            |                            |                            |
|  |                                |                                | O8                             | Nashville                      | 2  | 2                   |                            |                            |                            |                            |  |  |                       |                       |                       |                       |  |  |                            |                            |                            |                            |
|  | C1                             | Chicago                        | O8                             | Nashville                      | 2  | 2                   | 0                          | 0                          |                            |                            |  |  |                       |                       |                       |                       |  |  |                            |                            |                            |                            |
|  | C1                             | Chicago                        |                                |                                |    |                     |                            | 0                          |                            |                            |  |  |                       |                       |                       |                       |  |  |                            |                            |                            |                            |
|  | O8                             | Nashville                      | 4                              | 4                              |    |                     |                            |                            |                            |                            |  |  |                       |                       |                       |                       |  |  |                            |                            |                            |                            |
|  | O8                             | Nashville                      | 4                              | 4                              | O8 | Nashville           | 4                          | 4                          |                            |                            |  |  |                       |                       |                       |                       |  |  |                            |                            |                            |                            |
|  |                                |                                |                                |                                | O8 | Nashville           | 4                          | 4                          |                            |                            |  |  |                       |                       |                       |                       |  |  |                            |                            |                            |                            |
|  |                                |                                | C3                             | Saint-Louis                    | 2  | 2                   |                            |                            |                            |                            |  |  |                       |                       |                       |                       |  |  |                            |                            |                            |                            |
|  | C2                             | Minnesota                      | C3                             | Saint-Louis                    | 2  | 2                   | 1                          | 1                          |                            |                            |  |  |                       |                       |                       |                       |  |  |                            |                            |                            |                            |
|  | C2                             | Minnesota                      |                                |                                |    |                     |                            | 1                          |                            |                            |  |  |                       |                       |                       |                       |  |  |                            |                            |                            |                            |
|  | C3                             | Saint-Louis                    | 4                              | 4                              |    |                     |                            |                            |                            |                            |  |  |                       |                       |                       |                       |  |  |                            |                            |                            |                            |
|  | C3                             | Saint-Louis                    | 4                              | 4                              | O8 | Nashville           | 4                          | 4                          |                            |                            |  |  |                       |                       |                       |                       |  |  |                            |                            |                            |                            |
|  |                                |                                |                                |                                | O8 | Nashville           | 4                          | 4                          |                            |                            |  |  |                       |                       |                       |                       |  |  |                            |                            |                            |                            |
|  |                                |                                | P1                             | Anaheim                        | 2  | 2                   |                            |                            |                            |                            |  |  |                       |                       |                       |                       |  |  |                            |                            |                            |                            |
|  | P1                             | Anaheim                        | P1                             | Anaheim                        | 2  | 2                   | 4                          | 4                          |                            |                            |  |  |                       |                       |                       |                       |  |  |                            |                            |                            |                            |
|  | P1                             | Anaheim                        |                                |                                |    |                     |                            | 4                          |                            |                            |  |  |                       |                       |                       |                       |  |  |                            |                            |                            |                            |
|  | O7                             | Calgary                        | 0                              | 0                              |    |                     |                            |                            |                            |                            |  |  |                       |                       |                       |                       |  |  |                            |                            |                            |                            |
|  | O7                             | Calgary                        | 0                              | 0                              | P1 | Anaheim             | 4                          | 4                          |                            |                            |  |  |                       |                       |                       |                       |  |  |                            |                            |                            |                            |
|  |                                |                                |                                |                                | P1 | Anaheim             | 4                          | 4                          |                            |                            |  |  |                       |                       |                       |                       |  |  |                            |                            |                            |                            |
|  |                                |                                | P2                             | Edmonton                       | 3  | 3                   |                            |                            |                            |                            |  |  |                       |                       |                       |                       |  |  |                            |                            |                            |                            |
|  | P2                             | Edmonton                       | P2                             | Edmonton                       | 3  | 3                   | 4                          | 4                          |                            |                            |  |  |                       |                       |                       |                       |  |  |                            |                            |                            |                            |
|  | P2                             | Edmonton                       |                                |                                |    |                     |                            | 4                          |                            |                            |  |  |                       |                       |                       |                       |  |  |                            |                            |                            |                            |
|  | P3                             | San José                       | 2                              | 2                              |    |                     |                            |                            |                            |                            |  |  |                       |                       |                       |                       |  |  |                            |                            |                            |                            |
|  | P3                             | San José                       | 2                              | 2                              |    |                     |                            |                            |                            |                            |  |  |                       |                       |                       |                       |  |  |                            |                            |                            |                            |
|  |                                |                                |                                |                                |    |                     |                            |                            |                            |                            |  |  |                       |                       |                       |                       |  |  |                            |                            |                            |                            |

## Récompenses

### Trophées
| Trophée | Vainqueur                                    | Finalistes |
| --- | -------------------------------------------- | --- |
| Trophée William-M.-Jennings Gardiens de l'équipe ayant accordé le moins de buts                                                        | Braden Holtby (Capitals de Washington)       | - |
| Trophée Maurice-Richard Meilleur buteur de la saison                                                                                   | Sidney Crosby (Penguins de Pittsburgh)       | - |
| Trophée Art-Ross Meilleur pointeur de la saison                                                                                        | Connor McDavid (Oilers d'Edmonton)           | - |
| Trophée Lady Byng Joueur avec le meilleur esprit sportif                                                                               | John Gaudreau (Flames de Calgary)            | - John Gaudreau (Flames de Calgary) - Mikael Granlund (Wild du Minnesota) - Vladimir Tarassenko (Blues de Saint-Louis)        |
| Trophée Calder Meilleur joueur recrue                                                                                                  | Auston Matthews (Maple Leafs de Toronto)     | - Patrik Laine (Jets de Winnipeg) - Auston Matthews (Maple Leafs de Toronto) - Zachary Werenski (Blue Jackets de Columbus)    |
| Trophée Frank-J.-Selke Meilleur attaquant défensif                                                                                     | Patrice Bergeron (Bruins de Boston)          | - Patrice Bergeron (Bruins de Boston) - Ryan Kesler (Ducks d'Anaheim) - Mikko Koivu (Wild du Minnesota)                       |
| Trophée Vézina Meilleur gardien de but                                                                                                 | Sergueï Bobrovski (Blue Jackets de Columbus) | - Sergueï Bobrovski (Blue Jackets de Columbus) - Braden Holtby (Capitals de Washington) - Carey Price (Canadiens de Montréal) |
| Trophée James-Norris Meilleur défenseur                                                                                                | Brent Burns (Sharks de San José)             | - Brent Burns (Sharks de San José) - Victor Hedman (Lightning de Tampa Bay) - Erik Karlsson (Sénateurs d'Ottawa)              |
| Trophée Mark-Messier Joueur au plus grand leadership                                                                                   | Nick Foligno (Blue Jackets de Columbus)      | - Nick Foligno (Blue Jackets de Columbus) - Ryan Getzlaf (Ducks d'Anaheim) - Mark Giordano (Flames de Calgary)                |
| Trophée Bill-Masterton Joueur avec le plus de qualités de persévérance et d'esprit d'équipe                                            | Craig Anderson (Sénateurs d'Ottawa)          | - Craig Anderson (Sénateurs d'Ottawa) - Andrew Cogliano (Ducks d'Anaheim) - Derek Ryan (Hurricanes de la Caroline)            |
| Trophée Hart Meilleur joueur selon les journalistes                                                                                    | Connor McDavid (Oilers d'Edmonton)           | - Sergueï Bobrovski (Blue Jackets de Columbus) - Sidney Crosby (Penguins de Pittsburgh) - Connor McDavid (Oilers d'Edmonton)  |
| Trophée de la Fondation de la LNH Joueur qui applique les valeurs principales du hockey pour enrichir la vie des gens de sa communauté | Travis Hamonic (Islanders de New York)       | - Travis Hamonic (Islanders de New York) - Wayne Simmonds (Flyers de Philadelphie)                                            |
| Trophée Ted-Lindsay Meilleur joueur selon les joueurs                                                                                  | Connor McDavid (Oilers d'Edmonton)           | - Brent Burns (Sharks de San José) - Sidney Crosby (Penguins de Pittsburgh) - Connor McDavid (Oilers d'Edmonton)              |
| Trophée Jack-Adams Meilleur entraîneur                                                                                                 | John Tortorella (Blue Jackets de Columbus)   | - Mike Babcock (Maple Leafs de Toronto) - Todd McLellan (Oilers d'Edmonton) - John Tortorella (Blue Jackets de Columbus)      |
| Trophée du directeur général de l'année de la LNH Meilleur directeur général                                                           | David Poile (Predators de Nashville)         | - Peter Chiarelli (Oilers d'Edmonton) - Pierre Dorion (Sénateurs d'Ottawa) - David Poile (Predators de Nashville)             |
| Trophée Conn-Smythe Meilleur joueur des séries                                                                                         | Sidney Crosby (Penguins de Pittsburgh)       | - |
| Trophée King-Clancy Contribution à la communauté                                                                                       | Nick Foligno (Blue Jackets de Columbus)      | - |
| Trophée Lester-Patrick Services rendus au hockey aux États-Unis                                                                        | Peter Lindberg et Dave Ogrean                | - |

| Trophée                                                                                         | Équipe                 |
| ----------------------------------------------------------------------------------------------- | ---------------------- |
| Trophée des présidents Équipe de la saison régulière avec le plus de points                     | Capitals de Washington |
| Trophée Prince de Galles Vainqueur de la finale de l'association de l'Est lors des séries       | Penguins de Pittsburgh |
| Trophée Clarence-S.-Campbell Vainqueur de la finale de l'association de l'Ouest lors des séries | Predators de Nashville |
| Coupe Stanley Vainqueur des séries                                                              | Penguins de Pittsburgh |

### Équipes d'étoiles
| Position       | Joueur            | Équipe                   |
| -------------- | ----------------- | ------------------------ |
| Gardien de but | Sergueï Bobrovski | Blue Jackets de Columbus |
| Défenseur      | Brent Burns       | Sharks de San José       |
| Défenseur      | Erik Karlsson     | Sénateurs d'Ottawa       |
| Ailier gauche  | Brad Marchand     | Bruins de Boston         |
| Centre         | Connor McDavid    | Oilers d'Edmonton        |
| Ailier droit   | Patrick Kane      | Blackhawks de Chicago    |

| Position       | Joueur            | Équipe                 |
| -------------- | ----------------- | ---------------------- |
| Gardien de but | Braden Holtby     | Capitals de Washington |
| Défenseur      | Victor Hedman     | Lightning de Tampa Bay |
| Défenseur      | Duncan Keith      | Blackhawks de Chicago  |
| Ailier gauche  | Artemi Panarine   | Blackhawks de Chicago  |
| Centre         | Sidney Crosby     | Penguins de Pittsburgh |
| Ailier droit   | Nikita Koutcherov | Lightning de Tampa Bay |

| Position       | Joueur           | Équipe                   |
| -------------- | ---------------- | ------------------------ |
| Gardien de but | Matt Murray      | Penguins de Pittsburgh   |
| Défenseur      | Brady Skjei      | Rangers de New York      |
| Défenseur      | Zachary Werenski | Blue Jackets de Columbus |
| Attaquant      | Auston Matthews  | Maple Leafs de Toronto   |
| Attaquant      | Mitchell Marner  | Maple Leafs de Toronto   |
| Attaquant      | Patrik Laine     | Jets de Winnipeg         |